# Refugio de Ríos
Refugio de Ríos är en ort i Mexiko.   Den ligger i kommunen Abasolo och delstaten Guanajuato, i den centrala delen av landet, 290 km nordväst om huvudstaden Mexico City. Refugio de Ríos ligger 1 698 meter över havet och antalet invånare är 138.
Terrängen runt Refugio de Ríos är platt åt sydväst, men åt nordost är den kuperad. Runt Refugio de Ríos är det ganska tätbefolkat, med 108 invånare per kvadratkilometer. Närmaste större samhälle är Cuerámaro, 10,6 km väster om Refugio de Ríos. Trakten runt Refugio de Ríos består till största delen av jordbruksmark.